# 1. Bundesliga 1964-65
La Fußball-Bundesliga 1964-65 fue la segunda temporada de la Bundesliga, liga de fútbol de primer nivel de Alemania Federal.
Comenzó el 22 de agosto de 1964 y terminó el 15 de mayo de 1965.

## Equipos participantes
| Equipo                 | Ciudad             | Estadio                          | Capacidad |
| ---------------------- | ------------------ | -------------------------------- | --------- |
| Borussia Dortmund      | Dortmund           | Rote Erde                        | 30.000    |
| Borussia Neunkirchen   | Neunkirchen        | Ellenfeldstadion                 | 32.000    |
| FC Colonia             | Colonia            | Müngersdorfer Stadion            | 76.000    |
| Eintracht Braunschweig | Braunschweig       | Eintracht-Stadion                | 38.000    |
| Eintracht Frankfurt    | Frankfurt del Main | Waldstadion                      | 87.000    |
| Hamburgo SV            | Hamburgo           | Volksparkstadion                 | 80.000    |
| Hannover 96            | Hannover           | Niedersachsenstadion             | 86.000    |
| Hertha Berlín          | Berlín             | Olympiastadion                   | 100.000   |
| 1. FC Kaiserslautern   | Kaiserslautern     | Stadion Betzenberg               | 42.000    |
| Karlsruher SC          | Karlsruhe          | Wildparkstadion                  | 50.000    |
| Meidericher SV         | Duisburgo          | Wedaustadion                     | 38.500    |
| TSV 1860 Múnich        | Múnich             | Stadion an der Grünwalder Straße | 51.794    |
| 1. FC Núremberg        | Núremberg          | Städtisches Stadion              | 64.238    |
| FC Schalke 04          | Gelsenkirchen      | Glückauf-Kampfbahn               | 35.000    |
| VfB Stuttgart          | Stuttgart          | Neckarstadion                    | 53.000    |
| Werder Bremen          | Bremen             | Weserstadion                     | 32.000    |

### Relevos
| Pos  | Descendidos de 1. Bundesliga |
| ---- | ---------------------------- |
| 15.º | SC Preußen Münster           |
| 16.º | 1. FC Saarbrücken            |

| Pos         | Ascendidos de Regionalliga |
| ----------- | -------------------------- |
| 2.º Nord    | Hannover 96                |
| 1.º Südwest | Borussia Neunkirchen       |

## Tabla de posiciones
| Pos. | Equipo                 | Pts. | PJ | G  | E  | P  | GF | GC | Dif. | Clasificación                                                      |
| ---- | ---------------------- | ---- | -- | -- | -- | -- | -- | -- | ---- | ------------------------------------------------------------------ |
| 1    | Werder Bremen (C)      | 41   | 30 | 15 | 11 | 4  | 54 | 29 | +25  | Clasificado a la fase preliminar de la Copa de Campeones de Europa |
| 2    | FC Colonia             | 38   | 30 | 14 | 10 | 6  | 66 | 45 | +21  | Clasificado a la primera ronda de la Copa de Ferias                |
| 3    | Borussia Dortmund      | 36   | 30 | 15 | 6  | 9  | 67 | 48 | +19  | Clasificado a la primera ronda de la Recopa de Europa              |
| 4    | TSV 1860 Múnich        | 35   | 30 | 14 | 7  | 9  | 70 | 50 | +20  | Clasificado a la primera ronda de la Copa de Ferias                |
| 5    | Hannover 96            | 33   | 30 | 13 | 7  | 10 | 48 | 42 | +6   | Clasificado a la segunda ronda de la Copa de Ferias                |
| 6    | 1. FC Núremberg        | 32   | 30 | 11 | 10 | 9  | 44 | 38 | +6   | Clasificado a la primera ronda de la Copa de Ferias                |
| 7    | Meidericher SV         | 32   | 30 | 12 | 8  | 10 | 46 | 48 | −2   |                                                                    |
| 8    | Eintracht Frankfurt    | 29   | 30 | 11 | 7  | 12 | 50 | 58 | −8   |                                                                    |
| 9    | Eintracht Braunschweig | 28   | 30 | 10 | 8  | 12 | 42 | 47 | −5   |                                                                    |
| 10   | Borussia Neunkirchen   | 27   | 30 | 9  | 9  | 12 | 44 | 48 | −4   |                                                                    |
| 11   | Hamburgo SV            | 27   | 30 | 11 | 5  | 14 | 46 | 56 | −10  |                                                                    |
| 12   | VfB Stuttgart          | 26   | 30 | 9  | 8  | 13 | 46 | 50 | −4   |                                                                    |
| 13   | 1. FC Kaiserslautern   | 25   | 30 | 11 | 3  | 16 | 41 | 53 | −12  |                                                                    |
| 14   | Hertha Berlín (D)      | 25   | 30 | 7  | 11 | 12 | 40 | 62 | −22  | Descenso a la Regionalliga                                         |
| 15   | Karlsruher SC          | 24   | 30 | 9  | 6  | 15 | 47 | 62 | −15  |                                                                    |
| 16   | FC Schalke 04          | 22   | 30 | 7  | 8  | 15 | 45 | 60 | −15  |                                                                    |

 Fuente: BDFutbol
Notas:
1. ↑  El Hertha Berlín fue descendido debido a irregularidades financieras. Karlsruher y Schalke 04 no descendieron debido a la expansión de la liga a 18 equipos.

| Bandera de Alemania             |
| Campeón Werder Bremen 1° título |

## Resultados
| Local \ Visitante      | BOD | BON | COL | EBR | EFR | HAM | HAN | HER | KAI | KAR | MEI | NUR | SCH | STU | TSV | WER |
| ---------------------- | --- | --- | --- | --- | --- | --- | --- | --- | --- | --- | --- | --- | --- | --- | --- | --- |
| Borussia Dortmund      | —   | 5–1 | 2–2 | 5–4 | 1–3 | 2–0 | 0–2 | 6–3 | 3–2 | 5–1 | 0–0 | 2–1 | 4–0 | 1–0 | 1–1 | 1–2 |
| Borussia Neunkirchen   | 1–2 | —   | 1–1 | 0–0 | 4–0 | 3–1 | 2–1 | 2–2 | 0–3 | 1–0 | 4–2 | 1–1 | 3–2 | 3–1 | 3–0 | 1–1 |
| FC Colonia             | 3–3 | 4–3 | —   | 5–1 | 3–4 | 3–0 | 0–1 | 2–3 | 3–0 | 4–1 | 1–2 | 0–0 | 2–1 | 2–1 | 1–1 | 4–2 |
| Eintracht Braunschweig | 0–1 | 1–0 | 1–1 | —   | 3–2 | 2–0 | 2–2 | 1–1 | 2–0 | 3–0 | 0–1 | 1–0 | 1–2 | 2–1 | 1–1 | 1–1 |
| Eintracht Frankfurt    | 0–2 | 1–0 | 1–4 | 2–2 | —   | 2–1 | 3–3 | 3–0 | 1–2 | 0–7 | 2–3 | 1–1 | 2–2 | 2–3 | 4–1 | 0–2 |
| Hamburgo SV            | 1–4 | 1–2 | 0–0 | 0–1 | 2–1 | —   | 3–0 | 4–1 | 3–2 | 2–1 | 3–0 | 2–1 | 2–4 | 2–2 | 3–2 | 0–4 |
| Hannover 96            | 2–0 | 1–1 | 2–0 | 2–2 | 3–2 | 1–2 | —   | 3–1 | 4–0 | 4–2 | 2–0 | 2–2 | 1–0 | 2–1 | 0–2 | 1–2 |
| Hertha Berlín          | 0–0 | 1–1 | 1–3 | 0–3 | 1–3 | 0–0 | 1–1 | —   | 5–3 | 2–1 | 2–2 | 1–2 | 2–1 | 0–0 | 2–1 | 0–0 |
| 1. FC Kaiserslautern   | 1–3 | 2–0 | 2–2 | 2–1 | 0–1 | 2–1 | 1–0 | 1–2 | —   | 0–1 | 2–0 | 3–2 | 3–0 | 2–1 | 1–2 | 2–1 |
| Karlsruher SC          | 2–0 | 2–1 | 2–4 | 3–0 | 3–1 | 2–2 | 2–3 | 0–1 | 6–1 | —   | 2–1 | 1–1 | 2–2 | 0–0 | 1–5 | 0–2 |
| Meidericher SV         | 3–2 | 1–1 | 0–3 | 2–0 | 1–3 | 3–2 | 1–0 | 2–2 | 3–1 | 1–1 | —   | 2–0 | 2–1 | 3–3 | 3–0 | 2–2 |
| 1. FC Núremberg        | 1–0 | 2–0 | 3–0 | 3–2 | 0–0 | 2–3 | 1–0 | 2–0 | 1–0 | 4–1 | 1–1 | —   | 3–2 | 1–1 | 2–2 | 2–3 |
| FC Schalke 04          | 2–6 | 1–1 | 2–3 | 0–3 | 1–1 | 3–1 | 2–2 | 3–0 | 1–0 | 1–1 | 1–2 | 1–3 | —   | 3–1 | 2–2 | 1–0 |
| VfB Stuttgart          | 3–2 | 3–2 | 3–3 | 3–1 | 1–2 | 2–4 | 0–3 | 1–1 | 1–0 | 1–2 | 4–2 | 3–1 | 2–1 | —   | 3–0 | 1–1 |
| TSV 1860 Múnich        | 4–4 | 4–2 | 2–3 | 2–0 | 0–1 | 4–1 | 4–0 | 6–4 | 2–2 | 9–0 | 2–1 | 2–0 | 3–1 | 1–0 | —   | 3–1 |
| Werder Bremen          | 3–0 | 2–0 | 0–0 | 5–1 | 2–2 | 0–0 | 3–0 | 5–1 | 1–1 | 1–0 | 1–0 | 1–1 | 2–2 | 1–0 | 3–2 | —   |

## Goleadores
| Pos. | Nac.                | Jugador             | Equipo                 | Goles |
| ---- | ------------------- | ------------------- | ---------------------- | ----- |
| 1    | Bandera de Alemania | Rudolf Brunnenmeier | TSV 1860 Múnich        | 24    |
| 2    | Bandera de Alemania | Friedhelm Konietzka | Borussia Dortmund      | 22    |
| 3    | Bandera de Alemania | Christian Müller    | FC Colonia             | 19    |
| 4    | Bandera de Alemania | Heinz Strehl        | FC Núremberg           | 15    |
| 5    | Bandera de Alemania | Uwe Seeler          | Hamburgo SV            | 14    |
| 5    | Bandera de Alemania | Franz Brungs        | Borussia Dortmund      | 14    |
| 7    | Bandera de Alemania | Peter Grosser       | TSV 1860 Múnich        | 12    |
| 7    | Bandera de Alemania | Hartmann Madl       | Karlsruher SC          | 12    |
| 7    | Bandera de Alemania | Klaus Matischak     | FC Schalke 04          | 12    |
| 7    | Bandera de Alemania | Elmar May           | Borussia Neunkirchen   | 12    |
| 7    | Bandera de Alemania | Karl-Heinz Thielen  | FC Colonia             | 12    |
| 7    | Bandera de Alemania | Lothar Ulsaß        | Eintracht Braunschweig | 12    |